# PICALM
PICALM‏ (Phosphatidylinositol binding clathrin assembly protein) هوَ بروتين يُشَفر بواسطة جين PICALM في الإنسان.